# Gemelle Nete
Le Gemelle Nete sono state un gruppo musicale italiano di musica popolare composto dalle gemelle Anna (11 dicembre 1911–22 gennaio 2002) e Domenica Costamagna (11 dicembre 1911–25 novembre 1987).

## Storia del gruppo
Originarie di Trinità, in provincia di Cuneo, nate nel 1911, iniziarono a svolgere il lavoro di sarte e ricamatrici nel paese natale per poi apprendere la musica da autodidatte, Neta (Anna) con la chitarra e China (Domenica) con il mandolino.
Per oltre quarant'anni hanno cantato le canzoni popolari dell'Italia delle mondine e del boom economico.
Nel 1980 vengono scoperte e lanciate da Carlin Petrini, che le porta al Club Tenco; Francesco Guccini, anche lui ospite della manifestazione, le segnala a Renzo Arbore che le chiama per la sua trasmissione televisiva del 1981, Telepatria International (con Roberto Benigni, Paolo Villaggio, Carlo Verdone e Luciano De Crescenzo).
Nel 1984 Arbore le chiama nuovamente per Cari amici vicini e lontani, programma sulla storia della radio, in cui le Gemelle interpretano la sigla finale del programma, il successo del Quartetto Cetra Un bacio a mezzanotte (scritto da Gorni Kramer e Garinei e Giovannini); la canzone è anche presente nell'album Cari amici vicini e lontani, pubblicato dalla Fonit Cetra.
Nel 2001 è stato pubblicato un libro sulla loro attività artistica con interventi di Renzo Arbore, Aldo Grasso, Michele Serra e tanti altri autori
.
China è morta nel 1987. Neta ha continuato la sua attività artistica con altri gruppi popolari, ed è morta nel 2002.
Per ricordare le due sorelle il loro paese natale, Trinità, organizza ogni anno il Gemelle Nete Pride, con la partecipazione di molti artisti.

## Discografia parziale

### 33 giri
- 7 maggio 1985: Cari amici vicini e lontani (Fonit Cetra, LPX 142; con Renzo Arbore e I Senza Vergogna).

### CD
- 2001: Non ti fidar di un bacio a mezzanotte (VisVi Records, CD 008; registrazioni risalenti agli anni ottanta)

Alcuni dei loro pezzi più famosi sono:
- Amor di pastorello
- Balocchi e profumi
- Canti nuovi
- Creola
- Donna
- La piccola fioraia
- Ladra
- Meglio sarebbe
- Miniera
- Nina panca
- Sogni d'oro
- Stornelli campagnoli
- Tic e tic, tic e tac (Gira, rigira biondina)
- Un bacio a mezzanotte